# 松本健太 (サッカー選手)
松本 健太（まつもと けんた、1997年5月4日 - ）は、千葉県野田市出身のプロサッカー選手。Jリーグ・柏レイソル所属。ポジションはゴールキーパー（GK）。

## 来歴
柏レイソルのアカデミー出身。2014年、U-17日本代表に選出された。東洋大学在学中の2019年8月、2020年シーズンからの柏レイソル加入が内定。同月、JFA・Jリーグ特別指定選手に承認された。
2020年より、柏レイソルへ正式に加入した。この年の7月に大宮アルディージャに育成型期限付き移籍。
加入後、ベンチ入りする機会はあったものの出場はなかった。
2021年、柏レイソルに復帰。
2022年3月26日、YBCルヴァンカップグループステージ第3節・サガン鳥栖戦でプロデビュー。同年6月18日のJ1第17節・ヴィッセル神戸戦でJリーグ初出場を果たしチームの勝利に貢献した。
その後は腰を負傷した事でメンバーから外れていたが、2023年4月9日のJ1第7節・鹿島アントラーズ戦で10か月ぶりの出場を果たし、チームの昨年8月以来の勝利に貢献。以降は正GKに定着し、シーズン通してリーグ戦28試合に出場すると、12月9日に行われた天皇杯決勝・川崎フロンターレ戦では、敗れはしたものの再三のピンチを防ぐなどと活躍し、飛躍のシーズンを過ごした。

## 人物
背番号46の由来は乃木坂46のファンであることから。推しは齋藤飛鳥であることを公言し、ブログや Twitter、Instagram でも度々乃木坂46の話題が出る。

## 所属クラブ
- 柏イーグルスTOR'82（野田市立山崎小学校）
- 柏レイソルU-15（野田市立南部中学校）
- 柏レイソルU-18（千葉県立柏中央高等学校）
- 東洋大学
  - 2019年8月 - 同年12月  柏レイソル（特別指定選手）
- 2020年 -  柏レイソル
  - 2020年7月 - 同年12月  大宮アルディージャ（期限付き移籍）

## 個人成績
| 国内大会個人成績 | 国内大会個人成績 | 国内大会個人成績 | 国内大会個人成績 | 国内大会個人成績 | 国内大会個人成績 | 国内大会個人成績 | 国内大会個人成績 | 国内大会個人成績 | 国内大会個人成績 | 国内大会個人成績 | 国内大会個人成績 |
| 年度             | クラブ           | 背番号           | リーグ           | リーグ戦         | リーグ戦         | リーグ杯         | リーグ杯         | オープン杯       | オープン杯       | 期間通算         | 期間通算         |
| 年度             | クラブ           | 背番号           | リーグ           | 出場             | 得点             | 出場             | 得点             | 出場             | 得点             | 出場             | 得点             |
| 日本             | 日本             | 日本             | 日本             | リーグ戦         | リーグ戦         | リーグ杯         | リーグ杯         | 天皇杯           | 天皇杯           | 期間通算         | 期間通算         |
| ---------------- | ---------------- | ---------------- | ---------------- | ---------------- | ---------------- | ---------------- | ---------------- | ---------------- | ---------------- | ---------------- | ---------------- |
| 2020             | 柏               | 46               | J1               | 0                | 0                | 0                | 0                | -                | -                | 0                | 0                |
| 2020             | 大宮             | 46               | J2               | 0                | 0                | -                | -                | -                | -                | 0                | 0                |
| 2021             | 柏               | 46               | J1               | 0                | 0                | 0                | 0                | 0                | 0                | 0                | 0                |
| 2022             | 柏               | 46               | J1               | 1                | 0                | 1                | 0                | 1                | 0                | 3                | 0                |
| 2023             | 柏               | 46               | J1               | 28               | 0                | 0                | 0                | 4                | 0                | 32               | 0                |
| 2024             | 柏               | 46               | J1               | 32               | 0                | 0                | 0                | 1                | 0                | 33               | 0                |
| 2025             | 柏               | 46               | J1               |                  |                  |                  |                  |                  |                  |                  |                  |
| 通算             | 日本             | 日本             | J1               | 61               | 0                | 1                | 0                | 6                | 0                | 68               | 0                |
| 通算             | 日本             | 日本             | J2               | 0                | 0                | -                | -                | -                | -                | 0                | 0                |
| 総通算           | 総通算           | 総通算           | 総通算           | 61               | 0                | 1                | 0                | 6                | 0                | 68               | 0                |

- 2019年は特別指定選手（出場なし）

出場歴
- Jリーグ初出場 - 2022年6月18日 J1第17節 ヴィッセル神戸戦 (三協フロンテア柏スタジアム)

## 代表歴
- U-17日本代表